# Аполінарій Лаодикійський
Аполінарій Лаодікійський (грец. Απολλινάριος Λαοδικείας, Аполінарій Молодший; бл. 310 — бл. 390) — єпископ Лаодікії Сирійської (суч. Латакія, Сирія), один з найзапекліших супротивників аріанства, богослов, екзегет, попередник монофізитства. Твори Аполлінарія включені в 33-й том Patrologia Graeca.

## Біографія
Патрологи пишуть, що Аполлінарій «за чистотою життя… був один із світлих явищ на Сході, тому і православні довго залишалися в дружніх стосунках з ним, хоча чистота догматичних поглядів його була затьмарена».
Він був настільки суворий, непримиренний «старонікеєць» на Сході, що не визнавав ієрархічної влади навіть Мелетія Антіохійського, не кажучи вже про маленького Павліна. Під приводом цих аріанських смут він просто оголосив себе тут главою автономної церкви. Як талановитий письменник і професор, він мав досить видатних прихильників і послідовників, і св. Василь Великий в молодості шанобливо дружив з ним, і сам великий Афанасій цінував Аполлінарія за ревнощі до нікейскої віри. -Карташов А. В. «Вселенські собори»

## Учення
Аполлінарій писав свої твори, наслідуючи грецьких класиків. Історичні сюжети Старого Завіту послужили основою для його героїчних пісень і трагедій (збереглися лише його віршоване перекладення Псалтирі, Созомен повідомляє, що ним у віршованій формі, за зразком поем Гомера, була викладена Священна історія від створення світу до часів Саула). Новий Завіт він передав у формі платонових «Діалогів».
Аполлінарій відомий своїм оригінальним вченням про особу Христа, яке церква оголосила єретичним. Виходячи з того положення, що досконала людина і досконале Божество не можуть з'єднатися в одну особу і що, далі, Христос як досконалий чоловік був би гріховний і, отже, нездатний до викупленню людства то Аполінарій навчав, що Христос мав тільки дві частини людської істоти — тіло і душу, третю частину, розум, обіймав у ньому Божественний Логос. Аполлінарій писав: «Якщо б Господь прийняв все, те, без сумніву, мав би і людські помисли; а в людських помислах неможливо не бути гріху». Цим він зазіхнув на традиційне вчення про боголюдськості Христа.

Також Аполінарій вчив:
Плоть Спасителя, взята з Неба з лона Отця, не мала людської душі і розуму; відсутність душі заповнювало Слово Боже; Божество залишалося мертвим в протягом трьох днів
Феодорит Кирський пише про нього:

Аполлінарій Лаодікійський з'явився главою нової секти. Прикриваючись спершу личиною благочестя і показуючи вигляд, ніби захищає апостольські догмати, він незабаром виявився явним їхнім ворогом, тому що про Боже єство говорив нечисто, придумавши в якійсь мірі достоїнств, і наважився стверджувати, що таємниця домобудівництва недосконала, і що розумна душа, якій довірено управління тіла, позбавлена колишнього порятунку.

### Аполінаризм (аполінаріанство)
Зі своїх прихильників Аполлінарій утворив в Антіохії особливу громаду і призначив єпископом Віталія. Аполінаристи швидко поширилися в Сирії та прилеглих країнах. У Константинополі та інших місцях вони утворили багато громад зі своїми особливими єпископами. Після смерті Аполлінарія вони розпалися на дві партії, з яких одна, виталіанці, які залишилася вірні вченню Аполлінарія, а інша, полеміанці, стверджували, що божественне і людське злилося в Христі в одну сутність і тому потрібно поклонятися його тілу (їх називали також тому сарколатри (від дав.-гр. σάρξ, σαρκός — «м'ясо, плоть, тіло» + дав.-гр. λατρεία — «служіння, шанування, культ») або антрополатри (від дав.-гр. ἄνθρωπος — «людина» + дав.-гр. λατρεία — «служіння, шанування, культ»), а також синузиасти (дав.-гр. σύν-εσις — «з'єднання, зустріч, злиття»), тому що вони з'єднували в одне — божественну і людську природу.
Інша назва апоінаристів — димитріти (дав.-гр. διμοιρΐται від дав.-гр. δῐ (δίς) — «двічі» + дав.-гр. μοῖρα — «частина, частка»; .
З 362 року аполінаризм був відкинутий на багатьох соборах, у тому числі і на Другому Вселенському соборі (381 рік). Згідно з 7 правилом цього собору аполінаристів ухвалили приймати до Церкви другим чином, через миропомазання
Едиктом імператора Феодосія I в 383 році аполінаристи були прирівняні до евноміанів і македоніанів, їм було заборонено мати ієрархію і церковні збори. У 388 і 397 роках укази візантійських імператорів ще більше утискали богослужіння аполінаристів, яке, загалом, трохи відрізнялося від звичайного, а в 428 році зусиллями Несторія воно було абсолютно заборонено в містах, після чого аполінаристи розсіялися частково між православними і трохи між монофізитами. Анафема проти аполінаристів була повторена на V Вселенському соборі, і крім них вперше був анафематствуваний і сам Аполінарій, оскільки він не покинув церкву, на відміну від своїх учнів, і, як вважали до V Вселенського собору, помер у мирі та згодою з православною церквою. Анафема йому була виголошена особливо, за формулу «одна природа Бога Слова втілена» (дав.-гр. μία φύσις τοῦ θεοῦ λόγου σεσαρκωμένη), щоб обґрунтувати відмову від цієї формули в умовах прославлення Кирила Алесандрийского, що використовував цю формулу Аполінарія.
В епоху Реформації католики і протестанти по черзі накликали на себе звинувачення в аполінаризмі: католики внаслідок їх вчення про причастя, протестанти ж внаслідок вчення про з'єднання тієї й іншої природи в Христі.

## В літературі
Аполлінарій Молодший — одна з дійових осіб другої частині дилогії Генріка Ібсена «Кесар і Галілеянин»